# Schloss Memmingerberg

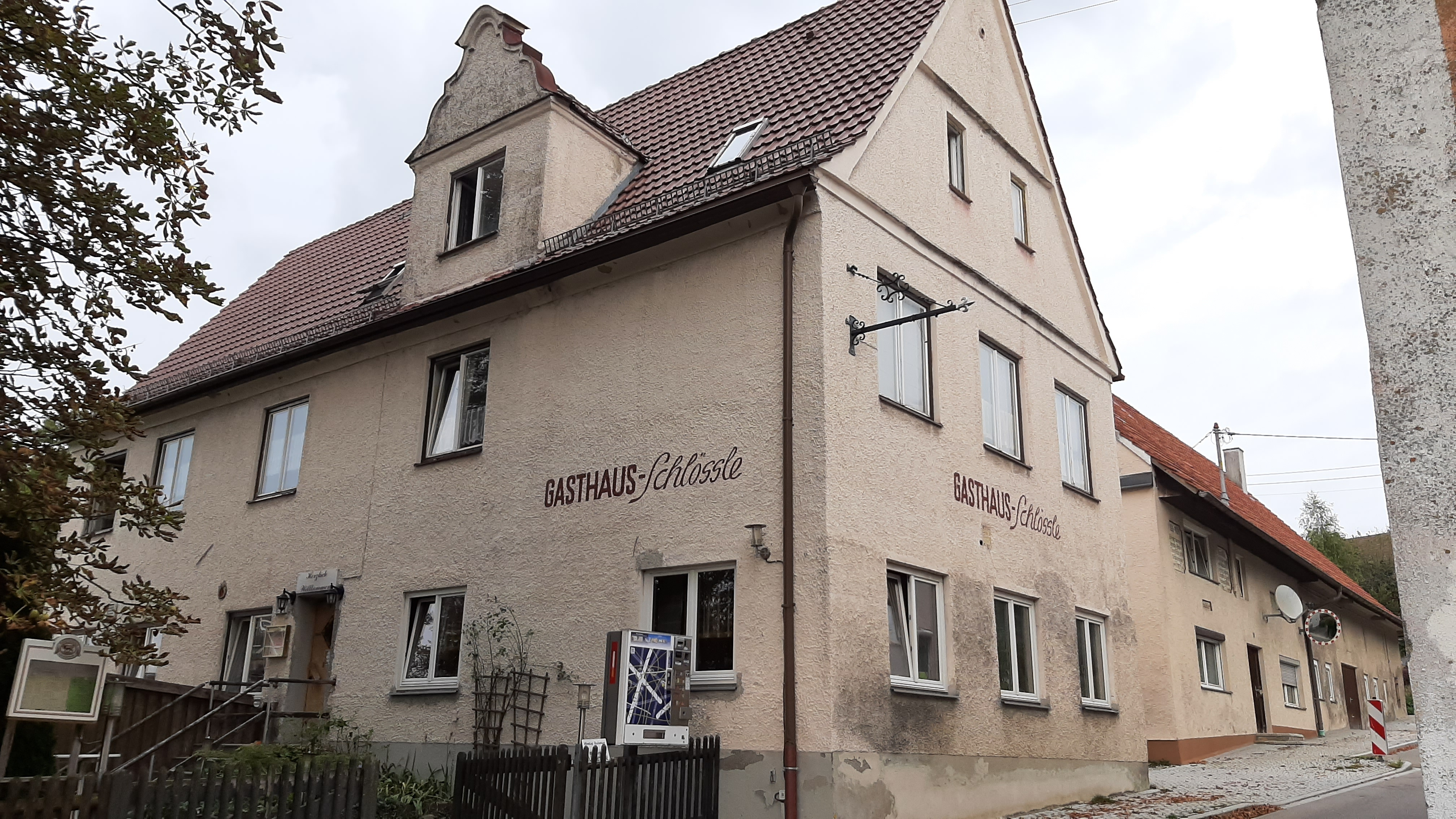
Das ehemalige Schloss Memmingerberg, 2021

Das ehemalige Schloss Memmingerberg war der Landsitz der Familie von Stoll. Es befindet sich in Memmingerberg, einer Gemeinde im Landkreis Unterallgäu, Bayern. Das denkmalgeschützte Gebäude wurde um das Jahr 1725 errichtet. In dem stark erneuerten zweigeschossigen Satteldachbau befindet sich mittlerweile eine Gastwirtschaft. Ein Zwerchhaus mit geschwungenem Giebel ist auf der Westseite aufgesetzt. Gauben mit Segmentgiebeln sind auf beiden Seiten des Daches vorhanden.

## Belege
1. ↑  Bayerisches Landesamt für Denkmalpflege: Eintragung D-7-78-171-3

Koordinaten: 47° 59′ 22,8″ N, 10° 12′ 27,6″ O